# Dacrioadenite
Dacrioadenite é uma inflamação, aguda ou crônica, da glândula lacrimal.